# خوان لوئیس ایبورا
خوان لوئیس ایبورا (اسپانیایی: Juan Luis Iborra‎؛ زادهٔ ۲۵ مارس ۱۹۵۹) کارگردان فیلم، بازیگر و فیلم‌نامه‌نویس اهل اسپانیا است. وی در رشتهٔ تئاتر تحصیل کرده است.
از فیلم‌ها یا برنامه‌های تلویزیونی که وی در آن نقش داشته است، می‌توان به دردسر قریب‌الوقوع، همه مردها مثل هم هستند، دهان‌به‌دهان و عشق می‌تواند به‌طور جدی به سلامت شما آسیب بزند اشاره کرد.